# Ibarra (Équateur)
Pour les articles homonymes, voir Ibarra.
Ibarra, également appelée San Miguel de Ibarra est une ville du nord de l'Équateur et la capitale de la province d'Imbabura. Elle est située au pied du volcan Imbabura, sur la rive gauche de la rivière Tahuando, à 73 km au nord-est de la capitale du pays Quito. Sa population s'élevait à 146 523 habitants en 2001.

## Histoire
Ibarra fut fondée en 1606 par les Espagnols sous le nom de San Miguel de Ibarra. De nombreuses églises magnifiques et des bâtiments publics furent érigés, mais un tremblement de terre en détruisit beaucoup en 1868. Le dirigeant Inca Atahualpa est né sur le site de Caranquí à 2 km de là.

## Tourisme
Aujourd'hui, Ibarra est une ville de marchés attirant de nombreux touristes. Elle bénéficie d'un climat agréable, comporte des maisons coloniales blanches (qui ont donné à la ville le surnom de « Ville Blanche »), et des rues pavées. L'église de Santa Domingo abrite un musée de peintures.
Les marchés se déroulent le samedi, et le festival de la « Fiesta de los Lagos » (fête du lac) a lieu le dernier week-end de septembre. Le 16 juillet de chaque année voit aussi deux parades très colorées appelées « El Pregón » et « Virgen del Carmen ».
Les autres attractions de la ville sont les nombreux restaurants locaux, des bars et des discothèques, ainsi qu'un club de parapente réputé.

## Relations internationales

### Jumelages
La ville d'Ibarra est jumelée avec les villes suivantes :
- Machu Picchu, Pérou
- Winchester (Kentucky), États-Unis